# Andora na Letnich Igrzyskach Olimpijskich 2000
Andorę na Letnich Igrzyskach Olimpijskich 2000 reprezentowało pięcioro zawodników.

## Lekkoatletyka
- Toni Bernadó – maraton mężczyzn: finał – 2:23:03, 49. miejsce
- Silvia Felipo – bieg na 1500 m kobiet: 1 runda – 4:45.32, nie awansowała do półfinału

## Strzelectwo
- Joan Tomas – trap: kwalifikacje – 101 pkt, nie awansował do finału, 39. miejsce

## Pływanie
- Santiago Deu – 200 m stylem dowolnym mężczyzn: 51. miejsce
- Meritxell Sabate – 200 m stylem zmiennym kobiet: 35. miejsce